# 현대 일렉시티 2층버스
현대 일렉시티 2층버스는 현대자동차의 현대 일렉시티를 기반으로 하여 만든 2층 버스이다. 대한민국의 최초 2층 버스이며 현대 일렉시티 더블데커라는 이름으로도 불린다.

## 설명
현대 일렉시티 2층버스는 저상버스이자 2층 버스이며 입석형 저상버스도 출시되는 일반적인 현대 일렉시티와 다르게 좌석버스 사양으로만 나온다. 2021년에 최초로 출시되었다. 현대 일렉시티 2층버스는 주로 광역급행버스, 직행좌석버스에 주로 출고되며 1층은 휠체어를 타는 장재인을 위한 입석 공간이 마련되어 있고 나머지 좌석들은 모두 2x2배열 좌석으로 이루어져 있다. 일렉시티와 동일하게 전기를 연료로 하는 전기버스이다. 현대 일렉시티 2층버스는 대부분이 수도권에서 주로 운영되며 비수도권 지역에서는 대전광역시가 현대 일렉시티 2층버스를 보유하고 있다.

## 같이 보기
- 현대자동차
- 일렉시티